# Supreme Commander 2
Supreme Commander 2 – komputerowa strategiczna gra czasu rzeczywistego stworzona przez Gas Powered Games i wydana w 2010 przez Square Enix na platformy Windows, Xbox 360 i OS X. Jest to kontynuacja gry Supreme Commander.
Akcja gry rozgrywa się 25 lat po wydarzeniach z pierwszej części Supreme Commander i opowiada dalsze losy trzech frakcji. Powstaje organizacja o nazwie Colonial Defense Coalition, która zrzesza United Earth Federation, Cybran oraz zakon Illuminati. Kilkanaście lat później nowo wybrany prezydent organizacji CDC zostaje zabity w zamachu, wkrótce po tym dochodzi do wybuchu wojny. Gra oferuje rozgrywkę jedno- i wieloosobową; dla pojedynczego gracza dostępne są trzy kampanie po jednej dla każdej frakcji oraz tryb swobodnej gry.